# John C. Broderick
John C. Broderick (ur. 22 października 1942 w San Francisco, zm. 17 czerwca 2001 w Santa Monica) – amerykański producent filmowy, rzadziej reżyser, aktor, montażysta i scenarzysta.
2 kwietnia 1974 roku podczas 46. ceremonii wręczenia Oscarów wspólnie z Budem S. Smithem, Evanem A. Lottmanem i Normanem Gayem zdobył nominację do Nagrody Akademii Filmowej za montaż filmu Egzorcysta (The Exorcist, 1973).
Swoją małżonkę, Eunice, poznał w trakcie kręcenia filmu Dyktator z Paradoru (Moon Over Parador, 1988) w Brazylii. Mieszkali razem w Malibu w Kalifornii. Broderick zmarł w czerwcu 2001 roku w wyniku nefropatii.